# Гущино (Новосокольнический район)
Гущино — урочище (бывший посёлок при станции) на территории Первомайской волости в Новосокольническом районе Псковской области.
Расположено в 8 км к востоку от города Новосокольники, на железной дороге на Великие Луки.

## История
Ж/Д станция Гущино решением Псковского облисполкома № 453 от 17 ноября 1983 года была приписана к деревне Демя и снята с учёта. Затем Гущино не имея статуса населённого пункта числилось, с 2005 года, в соответствие с областным законом «Об установлении границ и статусе вновь образуемых муниципальных образований на территории Псковской области» в составе Первомайской волости. Законом Псковской области от 29.12.2014 № 1478-ОЗ упоминание о Гущино в законе Псковской области «Об установлении границ и статусе вновь образуемых муниципальных образований на территории Псковской области»" было исключено.